# Песенник Национальной библиотеки
«Пе́сенник Национа́льной библиоте́ки» (порт. Cancioneiro da Biblioteca Nacional), ранее «Пе́сенник Коло́ччи-Бранку́ти» (порт. Cancioneiro Colocci-Brancuti) — средневековая рукопись первой четверти XVI века и один из трёх основных сохранившихся средневековых сборников светских кантиг на галисийско-португальском языке. Современное название песенника происходит от места его хранения — Национальной библиотеки Португалии в Лиссабоне.
Данный манускрипт наряду с «Песенником Ажуда» и «Песенником Ватикана» является литературным памятником и одним из основных первоисточников куртуазной поэзии трубадуров и жонглёров Пиренейского полуострова XIII—XIV веков.

## История
Предположительно «Песенник Национальной библиотеки» представляет собой копию более ранней рукописи XIV века — упомянутого в завещании Педру Афонсу, графа де Барселуш (ок. 1285—1354) сборника «Книги кантиг» (Livro das Cantigas). Копия снималась 6 переписчиками по заказу итальянского гуманиста Анжело Колоччи (Angelo Colocci) примерно в 1525—1526 годах.
Манускрипт был обнаружен в 1875 году в библиотеке графа Паоло Бранкути (Conde Paolo Brancuti di Cagli). Поэтому до его приобретения правительством Португалии рукопись носила название «Песенник Колочи-Бранкути». С 1880 года манускрипт находился в библиотеке Эрнесто Моначи (Ernesto Monaci), где после публикации «Песенника Ажуда» и частичных изданий «Песенника Ватикана» к нему проявил повышенный интерес издатель Энрико Молтени (Enrico Molteni). В первом неполном издании 1880 года, посвящённому 300-летию Камоэнса, была опубликована примерно ¼ часть рукописного сборника, то есть печатались только те кантиги, которых нет в «Песеннике Ватикана». Например, последней в этом издании фигурирует кантига B 1578, когда в манускрипте за ней следуют песни с B 1579 до B 1664.
В Национальную библиотеку Португалии рукопись поступила 26 февраля 1924 года. Первое полное издание сборника вышло в 1982 году под редакцией португальского исследователя Л. Ф. Линдлей Синтра (Luís F. Lindley Cintra).
Несмотря на то, что по сравнению с «Песенником Ажуда» и «Песенником Ватикана» «Песенник Национальной библиотеки» является наиболее полным, каждый их трёх основных сборников кантиг на галисийско-португальском языке дополняет друг друга. В каждом из них содержатся песни, которые не представлены в двух других. С другой стороны, некоторые кантиги присутствуют в каждом из трёх указанных песенников, хотя 64 кантиги о любви из «Песенника Ажуда» не представлены ни в «Песеннике Национальной библиотеки», ни в «Песеннике Ватикана».
Современное электронное издание песенника полностью воспроизводит фолио манускрипта, публикует адаптированный текст каждой кантиги с изображениями её оригинального текста из рукописи, примечаниями и библиографическими ссылками на наиболее значимые исследования.

## Оформление
Рукопись состоит из 355 листов пергамента (folio), выполнена различными рукописными шрифтами, в том числе и готическим курсивом, снабжена примечаниями Анжело Колоччи, но лишена иллюминирования и орнаментации. Текст песенника написан на галисийско-португальском языке, а примечания и ремарки Колоччи — на итальянском.
В рукописи имеются текстовые лакуны, чистые страницы, вырванные листы, встречается путаница в порядке песен, изредка среди текста одной песни записана часть другой. Тексты кантиг записаны на листе в две колонки. Порядковые номера кантиг не соответствует фактическим из-за повторных записей в разных местах сборника (например: B 57/72; B 496/145bis) или присвоения некоторым песням нескольких номеров подряд (например: B 868/869/870). Таким образом, из-за лакун и повторов из 1664 сплошных номеров в песеннике представлены 1560 кантиг примерно 150 трубадуров и жонглёров.

## Содержание
Сравнительно с «Песенником Ажуда» и «Песенником Ватикана» в «Песеннике Национальной библиотеки» содержится наибольшее количество кантиг и представлено наибольшее количество авторов. Кроме этого песенник донёс до наших дней важный литературоведческий источник — первый, хотя и фрагментарный, трактат о поэтике «Искусство сложения песен» (Arte de trovar) общего для иберийских королевств литературного течения, каким является лирика на галисийско-португальском языке. Ещё одно важное отличие данного сборника от двух других указанных песенников представлено филологическими комментариями его составителя Анжело Колоччи.
Кантиги антологии принято обозначать латинскими литерами CB или B с сплошным порядковым номером. В наши дни используется нумерация, введённая в своё время составителем сборника Колоччи с внесением требовавшихся уточнений. Музыкальная нотация к текстам песен сборника отсутствует.
На первом фолио манускрипта записаны заметки Анжело Колоччи о «Провансальском песеннике М». В самом начале сборника представлен частично сохранившийся прозаический трактат неизвестного происхождения «Искусство сложения песен».
За фрагментами трактата следуют записи пяти лэ (гал.-порт. lai) Бретонского цикла (B1 — B5) в вольном переводе на галисийско-португальский язык неизвестного автора. Первый лэ в форме баллады посвящён Изольде, второй — ирландскому королю Марку (Marot < Morhout), третий и четвёртый являются вольными переводами французских лэ о Тристане Grant temps que ie ne vi cele и D´amor vient mon chant et mon plor, входящими в роман «Тристан в прозе». Пятый лэ, также как и первый, в форме баллады воспевает лучшего рыцаря Ланселота.
После пяти лэ начинается объёмный раздел наиболее престижного жанра поэзии трубадуров и жонглёров Пиренейского полуострова на галисийско-португальском языке — кантиг о любви (B 6 — B 625). Рубрику открывает кантига о любви галисийского трубадура Айраса Мониса де Асма (Airas Moniz de Asma) Pois mi non val d'eu muit'amar (B 6), метрический размер которой аналогичен использованному в песне A per pauc de chantar no·m lais провансальского трубадура Пейре Видаля, на основании чего некоторые исследователи предполагают, что сочинение галисийца де Асма исполнялось на мелодию Видаля, став её контрафактурой. Как эта, так и следующая за ней песня о любви Айраса Мониса де Асма Mia senhor, vin-vos rogar (B 7) сохранились только благодаря «Песеннику Национальной библиотеки» и отсутствуют в двух других основных сборниках кантиг на галисийско-португальском языке.
Сначала в антологии представлены песни более ранних галисийских трубадуров, за которыми следуют кантиги португальских трубадуров, за ними — сочинения кастильских трубадуров. Песенник содержит 2 кантиги о любви на галисийско-португальском языке итальянского трубадура Бонифация Калво (Bonifaci Calvo), известного также под именем Бонифация из Генуи (Bonifaz de Génova). Две эти песни также представлены в более раннем «Песеннике Ажуда»: Mui gram poder há sobre mim Amor (A 265, B 449) и Ora non moiro, nen vivo, nen sei (A 266, B 450). В разделе кантиг о любви также записаны некоторые кантиги насмешки и злословия, а начиная с песни о друге B 456 следуют два объёмных блока сочинений разных жанров кастильского короля Альфонсо X Мудрого (B 456 — B 470; B 471bis — B 496/145bis) и португальского короля-трубадура Диниша I (B 497 — B 604). По неизвестным причинам сюда включены не относящиеся к светской галисийско-португальской поэзии две хвалебные песни Деве Марии (CSM): Deus te salve, Gloriosa (B 467, E 40, TO 30) и сохранившийся только в данной антологии фрагмент Falar quer'eu da senhor bem cousida (B 468), авторство которого может быть поставлено под сомнение.
Следующий большой раздел рукописи включает сочинения второго по значимости жанра галисийско-португальской лирики — кантиг о друге (B 626 — B 1299) — и начинается песней португальского трубадура Фернана Родригеша де Калейроша (Fernão Rodrigues de Calheiros). Тем не менее, составитель сборника отходил от строгого построения по жанрам и в некоторых случаях помещал сочинения разных жанров в рубрики одного автора, которые перемежаются песнями других трубадуров или жонглёров. Например, в разделе кантиг о друге рубрика  галисийского трубадура Жоана Айраса из Сантьяго начинается с песен о любви (B 942 — B 965), за которыми следуют его же кантиги других жанров и кантиги разных жанров других трубадуров, после чего представлены кантиги о друге Жоана Айраса из Сантьяго (B 1012 — B 1051).
Третий большой раздел песенника отведён ещё одному основному жанру — кантигам насмешки и злословия (B 1300 — B 1664), хотя и в нём размещены некоторые песни о любви и тенсоны. В «Песеннике Национальной библиотеки», как и в «Песеннике Ватикана», сохранилась считающаяся в настоящее время самой ранней песней на галисийско-португальском языке кантига насмешки и злословия Ora faz host’o senhor de Navarra (CB 1330bis, CV 937) португальского трубадура Жуана Соареша де Пайва, созданная между 1196 и 1220 годами.

## Издания
Оригинал манускрипта
- Il Canzoniere portoghese Colocci-Brancuti / Angelo Colocci. — 1526. — 715 p.  (итал.)  (галис.)  (порт.)

Частичное
- Il Canzoniere portoghese Colocci-Brancuti, publicato nelle parti che completano il Codice Vaticano 4803 / Enrico Molteni, Ernesto Monaci. — Halle: Nabu Press, 1880. — ix; 189 p.  (итал.)  (галис.)  (порт.)
- Il Canzoniere portoghese Colocci-Brancuti, publicato nelle parti che completano il Codice Vaticano 4803 / Enrico Molteni, Ernesto Monaci. — Max Niemeyer, 2014. — 210 p. — ISBN 978-1295530786.  (итал.)  (галис.)  (порт.)

Полное факсимильное
- Cancioneiro da Biblioteca Nacional / Cintra, Luís F. Lindley. — ed. facsimilada. — Lisboa: Biblioteca Nacional/Imprensa Nacional-Casa da Moeda, 1982.  (галис.)  (порт.)
- Lopes, Graça Videira; Ferreira, Manuel Pedro et al. Cancioneiro da Biblioteca Nacional (порт.). Cantigas Medievais Galego-Portuguesas. Instituto de Estudos Medievais, FCSH/NOVA. Дата обращения: 4 февраля 2018.